# Protodonata
I protodonati (Protodonata), noti anche come meganisotteri (Meganisoptera), sono un ordine di insetti estinti, fossili del Carbonifero e del Permiano. Questi animali erano strettamente imparentati alle attuali libellule, ma in genere avevano dimensioni ben più grandi.

## Descrizione
Di aspetto simile a quello delle libellule, i protodonati erano però dotati di alcune caratteristiche primitive: ad esempio, la venatura delle ali anteriori era simile a quella della ali posteriori (tranne che per l'area anale, più ampia nelle ali posteriori). Le ali anteriori, inoltre, erano leggermente più lunghe e sottili di quelle posteriori. Nonostante siano pochi i resti completi rinvenuti finora, è possibile una ricostruzione di questi animali: i protodonati possedevano una testa globosa con grandi mandibole dentate, forti zampe spinose, un torace espanso e un addome snello e allungato, simile a quello delle libellule. I protodonati includono i più grandi insetti mai rinvenuti finora, come la ben nota Meganeura, Megatypus e il gigantesco Meganeuropsis, la cui apertura alare superava i 70 centimetri.